# Taking Chances Tour
Taking Chances World Tour 2008–2009 (en español: Gira Mundial 2008-2009 Corriendo Riesgos) fue la undécima gira de conciertos de la cantante canadiense Céline Dion, en apoyo de su álbum anglófono del 2007 Taking Chances y del álbum francófono del mismo año D'Elles. La gira marcó el regreso de Dion después de realizar su innovador show A New Day…, en Las Vegas, durante cinco años. La gira visitó África, Asia, Australia, Europa y América del Norte. Se estima que recaudó en total US$236.6 millones en el 2008. La gira se convirtió en una de las más recaudadoras durante el 2008, colocandóse en segundo lugar detrás de Madonna quién inició también en el 2008 The Sticky & Sweet World Tour.

## Set list
| Anglófono |
| --- |
| 1. "I Drove All Night" 2. "The Power of Love" 3. "Taking Chances" 4. Medley: "It's All Coming Back to Me Now"/"Because You Loved Me"/"To Love You More" 5. "Eyes On Me" 6. "All By Myself" 7. "I'm Alive" (Remix) 8. "Shadow Of Love" 9. "Fade Away" 10. "I'm Your Angel" (Dueto con Barnev Valsaint) 11. "Alone" 12. "Pour Que Tu M'aimes Encore" 13. "My Love" 14. "The Prayer" 15. Queen medley: "We will rock you"/"The show must go on" 16. Soul medley: "Sex Machine"/"Soul Man"/"Lady Marmalade"/"Respect"/"I Got the Feeling'" 17. "It's a Man's Man's Man's World" 18. "Love Can Move Mountains" 19. "River Deep, Mountain High" 20. "My Heart Will Go On" |

| Francófono |
| --- |
| 1. "I Drove All Night" 2. "J'irai où tu iras" (Dueto con Marc Langis) 3. "The Power of Love" 4. "Taking Chances" 5. "Destin" 6. "Et S'Il N'en Restait Qu'une (Je Serais Celle-Là)" 7. "Eyes On Me" 8. "Ziggy" 9. "Dans Un Autre Monde" 10. "All By Myself" 11. "I'm Alive" (Remix) 12. "Je Sais Pas" 13. "My Love" 14. "S'Il Suffisait D'aimer" 15. "Alone" 16. Queen medley: "We will rock you"/"The show must go on" 17. Soul Medley: "Sex Machine"/"Soul Man"/"Lady Marmalade"/"Respect"/"I Got the Feelin'" 18. "It's a Man's Man's Man's World" 19. "Love Can Move Mountains" 20. "River Deep, Mountain High" 21. "My Heart Will Go On" 22. "Pour Que Tu M'aimes Encore" |

Interpretadas en algunos conciertos anglófonos:
1. "I've Got The Music In Me"
2. "Can't Fight The Feelin'"
3. "A World To Believe In"
4. "A New Day Has Come"
5. "A Song For You"
6. "Think Twice"
7. "That's Just The Woman In Me"

Interpretadas en algunos conciertos francófonos:
1. "The Prayer"
2. "L'amour Existe Encore"
3. "Shadow Of Love"
4. "Tout L'Or Des Hommes"
5. "On Ne Change Pas"

## Fechas
| África                   |                      |                        |                                         |
| 14 de febrero de 2008    | Johannesburgo        | Sudáfrica              | Domo Coca-Cola                          |
| 16 de febrero de 2008    | Pretoria             | Sudáfrica              | Estadio Loftus Versfeld                 |
| 17 de febrero de 2008    | Pretoria             | Sudáfrica              | Estadio Loftus Versfeld                 |
| 20 de febrero de 2008    | Durban               | Sudáfrica              | Estadio ABSA                            |
| 23 de febrero de 2008    | Ciudad Del Cabo      | Sudáfrica              | Estado Vergelegen                       |
| 24 de febrero de 2008    | Ciudad Del Cabo      | Sudáfrica              | Estado Vergelegen                       |
| 27 de febrero de 2008    | Puerto Elizabeth     | Sudáfrica              | Estadio EPRFU                           |
| 29 de febrero de 2008    | Johannesburgo        | Sudáfrica              | Monte Casino                            |
| 1 de marzo de 2008       | Johannesburgo        | Sudáfrica              | Monte Casino                            |
| Asia                     |                      |                        |                                         |
| 5 de marzo de 2008       | Dubái                | Emiratos Árabes Unidos | Club Exiles Rugby                       |
| 8 de marzo de 2008       | Tokio                | Japón                  | Domo Tokio                              |
| 9 de marzo de 2008       | Tokio                | Japón                  | Domo Tokio                              |
| 11 de marzo de 2008      | Osaka                | Japón                  | Domo Osaka                              |
| 12 de marzo de 2008      | Osaka                | Japón                  | Domo Osaka                              |
| 15 de marzo de 2008      | Macao                | Macao                  | Venetian Arena                          |
| 18 de marzo de 2008      | Seúl                 | Corea del Sur          | Olympic Gymnastics Arena                |
| 19 de marzo de 2008      | Seúl                 | Corea del Sur          | Olympic Gymnastics Arena                |
| Oceanía                  |                      |                        |                                         |
| 31 de marzo de 2008      | Brisbane             | Australia              | Centro de Entretenimiento Brisbane      |
| 2 de abril de 2008       | Melbourne            | Australia              | Arena Rod Laver                         |
| 5 de abril de 2008       | Sídney               | Australia              | Arena Acer                              |
| 6 de abril de 2008       | Sídney               | Australia              | Arena Acer                              |
| 8 de abril de 2008       | Perth                | Australia              | Perth Oval                              |
| Asia                     |                      |                        |                                         |
| 11 de abril de 2008      | Shanghái             | China                  | Estadio de Shanghái                     |
| 13 de abril de 2008      | Kuala Lumpur         | Malasia                | Estadio Merdeka                         |
| Europa                   |                      |                        |                                         |
| 2 de mayo de 2008        | Mánchester           | Inglaterra             | Arena MEN                               |
| 3 de mayo de 2008        | Mánchester           | Inglaterra             | Arena MEN                               |
| 6 de mayo de 2008        | Londres              | Inglaterra             | Arena O2                                |
| 8 de mayo de 2008        | Londres              | Inglaterra             | Arena O2                                |
| 10 de mayo de 2008       | Birmingham           | Inglaterra             | Arena Nacional Interior                 |
| 13 de mayo de 2008       | Amberes              | Bélgica                | Sportpaleis Antwerp                     |
| 14 de mayo de 2008       | Amberes              | Bélgica                | Sportpaleis Antwerp                     |
| 16 de mayo de 2008       | Amberes              | Bélgica                | Sportpaleis Antwerp                     |
| 19 de mayo de 2008       | París                | Francia                | Palais Omnisports de Paris-Bercy        |
| 20 de mayo de 2008       | París                | Francia                | Palais Omnisports de Paris-Bercy        |
| 21 de mayo de 2008       | París                | Francia                | Palais Omnisports de Paris-Bercy        |
| 24 de mayo de 2008       | París                | Francia                | Palais Omnisports de Paris-Bercy        |
| 25 de mayo de 2008       | París                | Francia                | Palais Omnisports de Paris-Bercy        |
| 27 de mayo de 2008       | París                | Francia                | Palais Omnisports de Paris-Bercy        |
| 30 de mayo de 2008       | Dublín               | Irlanda                | Croke Park                              |
| 2 de junio de 2008       | Ámsterdam            | Holanda                | Arena Ámsterdam                         |
| 5 de junio de 2008       | Copenhague           | Dinamarca              | Estadio Parken                          |
| 7 de junio de 2008       | Estocolmo            | Suecia                 | Ericsson Globe                          |
| 9 de junio de 2008       | Helsinki             | Finlandia              | Arena Hartwall                          |
| 12 de junio de 2008      | Berlín               | Alemania               | Teatro del Bosque de Berlín             |
| 14 de junio de 2008      | Fráncfort del Meno   | Alemania               | Commerzbank Arena                       |
| 16 de junio de 2008      | Stuttgart            | Alemania               | Hanns-Martin-Schleyer-Halle             |
| 18 de junio de 2008      | Colonia              | Alemania               | Arena Lanxess                           |
| 20 de junio de 2008      | Hamburgo             | Alemania               | Arena Color Line                        |
| 22 de junio de 2008      | Múnich               | Alemania               | Estadio Olímpico de Múnich              |
| 24 de junio de 2008      | Zúrich               | Suiza                  | Hallenstadion                           |
| 26 de junio de 2008      | Praga                | República Checa        | O2 Arena                                |
| 28 de junio de 2008      | Cracovia             | Polonia                | Błonia Parque                           |
| 1 de julio de 2008       | Vienna               | Austria                | Wiener Stadthalle                       |
| 3 de julio de 2008       | Milán                | Italia                 | Mediolanum Forum                        |
| 5 de julio de 2008       | Niza                 | Francia                | Estadio Charles-Ehrmann                 |
| 7 de julio de 2008       | Arras                | Francia                | The Main Square                         |
| 9 de julio de 2008       | Ginebra              | Suiza                  | Estadio de Ginebra                      |
| 11 de julio de 2008      | Montecarlo           | Mónaco                 | Sporting Club de Montecarlo             |
| 12 de julio de 2008      | Montecarlo           | Mónaco                 | Sporting Club de Montecarlo             |
| América                  |                      |                        |                                         |
| 12 de agosto de 2008     | Boston               | Estados Unidos         | TD Garden                               |
| 13 de agosto de 2008     | Boston               | Estados Unidos         | TD Garden                               |
| 15 de agosto de 2008     | Montreal             | Canadá                 | Bell Centre                             |
| 16 de agosto de 2008     | Montreal             | Canadá                 | Bell Centre                             |
| 19 de agosto de 2008     | Montreal             | Canadá                 | Bell Centre                             |
| 20 de agosto de 2008     | Montreal             | Canadá                 | Bell Centre                             |
| 23 de agosto de 2008     | Montreal             | Canadá                 | Bell Centre                             |
| 25 de agosto de 2008     | Montreal             | Canadá                 | Bell Centre                             |
| 27 de agosto de 2008     | Toronto              | Canadá                 | Air Canada Centre                       |
| 28 de agosto de 2008     | Toronto              | Canadá                 | Air Canada Centre                       |
| 31 de agosto de 2008     | Montreal             | Canadá                 | Bell Centre                             |
| 1 de septiembre de 2008  | Montreal             | Canadá                 | Bell Centre                             |
| 3 de septiembre de 2008  | Buffalo              | Estados Unidos         | HSBC Arena                              |
| 5 de septiembre de 2008  | Filadelfia           | Estados Unidos         | Wachovia Center                         |
| 6 de septiembre de 2008  | Ledyard              | Estados Unidos         | MGM Grand Foxwoods                      |
| 8 de septiembre de 2008  | Washington D. C.     | Estados Unidos         | Verizon Center                          |
| 10 de septiembre de 2008 | Newark               | Estados Unidos         | Prudential Center                       |
| 12 de septiembre de 2008 | Newark               | Estados Unidos         | Prudential Center                       |
| 13 de septiembre de 2008 | Uniondale            | Estados Unidos         | Nassau Veterans Memorial Coliseum       |
| 15 de septiembre de 2008 | Ciudad de Nueva York | Estados Unidos         | Madison Square Garden                   |
| 16 de septiembre de 2008 | Ciudad de Nueva York | Estados Unidos         | Madison Square Garden                   |
| 18 de septiembre de 2008 | Uniondale            | Estados Unidos         | Nassau Veterans Memorial Coliseum       |
| 20 de septiembre de 2008 | Atlantic City        | Estados Unidos         | Boardwalk Hall                          |
| 22 de septiembre de 2008 | Columbus             | Estados Unidos         | Jerome Schottenstein Center             |
| 24 de septiembre de 2008 | Cleveland            | Estados Unidos         | Quicken Loans Arena                     |
| 26 de septiembre de 2008 | Detroit              | Estados Unidos         | The Palace of Auburn Hills              |
| 27 de septiembre de 2008 | Toronto              | Canadá                 | Air Canada Centre                       |
| 29 de septiembre de 2008 | Milwaukee            | Estados Unidos         | Bradley Center                          |
| 14 de octubre de 2008    | Sacramento           | Estados Unidos         | ARCO Arena                              |
| 16 de octubre de 2008    | Portland             | Estados Unidos         | Rose Garden                             |
| 18 de octubre de 2008    | Tacoma               | Estados Unidos         | Tacoma Dome                             |
| 20 de octubre de 2008    | Vancouver            | Canadá                 | General Motors Place                    |
| 21 de octubre de 2008    | Vancouver            | Canadá                 | General Motors Place                    |
| 24 de octubre de 2008    | Edmonton             | Canadá                 | Rexall Place                            |
| 25 de octubre de 2008    | Edmonton             | Canadá                 | Rexall Place                            |
| 27 de octubre de 2008    | Winnipeg             | Canadá                 | MTS Centre                              |
| 28 de octubre de 2008    | Winnipeg             | Canadá                 | MTS Centre                              |
| 7 de noviembre de 2008   | Ottawa               | Canadá                 | Scotiabank Place                        |
| 29 de noviembre de 2008  | Anaheim              | Estados Unidos         | Honda Center                            |
| 2 de diciembre de 2008   | Los Ángeles          | Estados Unidos         | Staples Center                          |
| 6 de diciembre de 2008   | Glendale             | Estados Unidos         | Jobing.com Arena                        |
| 9 de diciembre de 2008   | Ciudad de México     | México                 | Palacio de los Deportes                 |
| 11 de diciembre de 2008  | Guadalajara          | México                 | Arena VFG                               |
| 13 de diciembre de 2008  | Monterrey            | México                 | Arena Monterrey                         |
| 16 de diciembre de 2008  | Chicago              | Estados Unidos         | United Center                           |
| 18 de diciembre de 2008  | Minneapolis          | Estados Unidos         | Target Center                           |
| 21 de diciembre de 2008  | Indianápolis         | Estados Unidos         | Conseco Fieldhouse                      |
| 3 de enero de 2009       | Kansas               | Estados Unidos         | Sprint Center                           |
| 5 de enero de 2009       | Dallas               | Estados Unidos         | American Airlines Center                |
| 7 de enero de 2009       | San Antonio          | Estados Unidos         | AT&T Center                             |
| 9 de enero de 2009       | Houston              | Estados Unidos         | Toyota Center                           |
| 10 de enero de 2009      | Nueva Orleans        | Estados Unidos         | New Orleans Arena                       |
| 13 de enero de 2009      | Nashville            | Estados Unidos         | Sommet Center                           |
| 15 de enero de 2009      | Birmingham           | Estados Unidos         | Birmingham-Jefferson Convention Complex |
| 17 de enero de 2009      | Atlanta              | Estados Unidos         | Philips Arena                           |
| 21 de enero de 2009      | Raleigh              | Estados Unidos         | RBC Center                              |
| 23 de enero de 2009      | Miami                | Estados Unidos         | American Airlines Arena                 |
| 28 de enero de 2009      | Tampa                | Estados Unidos         | St. Pete Times Forum                    |
| 30 de enero de 2009      | Fort Lauderdale      | Estados Unidos         | BankAtlantic Center                     |
| 31 de enero de 2009      | San Juan             | Puerto Rico            | José Miguel Agrelot Coliseum            |
| 2 de febrero de 2009     | Tulsa                | Estados Unidos         | BOK Center                              |
| 4 de febrero de 2009     | San Louis            | Estados Unidos         | Scottrade Center                        |
| 7 de febrero de 2009     | Windsor              | Canadá                 | Caesars Windsor                         |
| 9 de febrero de 2009     | Quebec City          | Canadá                 | Pepsi Coliseum                          |
| 10 de febrero de 2009    | Quebec City          | Canadá                 | Pepsi Coliseum                          |
| 12 de febrero de 2009    | Montreal             | Canadá                 | Bell Centre                             |
| 14 de febrero de 2009    | Montreal             | Canadá                 | Bell Centre                             |
| 15 de febrero de 2009    | Montreal             | Canadá                 | Bell Centre                             |
| 20 de febrero de 2009    | San José             | Estados Unidos         | HP Pavilion at San Jose                 |
| 22 de febrero de 2009    | Salt Lake City       | Estados Unidos         | EnergySolutions Arena                   |
| 24 de febrero de 2009    | Denver               | Estados Unidos         | Pepsi Center                            |
| 26 de febrero de 2009    | Omaha                | Estados Unidos         | Qwest Center Omaha                      |

### Recaudaciones
| Lugar                             | Ciudad           | Entradas vendidas / Entradas disponibles | Recaudación  |
| --------------------------------- | ---------------- | ---------------------------------------- | ------------ |
| Brisbane Entertainment Centre     | Brisbane         | 7,835 / 13,156 (59%)                     | $1,719,321   |
| Rod Laver Arena                   | Melbourne        | 12,266 / 15,431 (79%)                    | $2,314,928   |
| Members Equity Stadium            | Perth            | 10,086 / 15,613 (65%)                    | $1,648,288   |
| Acer Arena                        | Sídney           | 20,605 / 21,752 (95%)                    | $4,176,200   |
| Sportpaleis                       | Antwerp          | 45,352 / 46,955 (97%)                    | $7,619,814   |
| TD Banknorth Garden               | Boston           | 32,493 / 32,493 (100%)                   | $3,813,519   |
| Bell Centre                       | Montreal         | 227,616 / 227,616 (100%)                 | $30,137,572  |
| Air Canada Centre                 | Toronto          | 54,384 / 54,384 (100%)                   | $7,140,013   |
| HSBC Center                       | Buffalo          | 16,343 / 16,343 (100%)                   | $1,381,696   |
| Wachovia Center                   | Philadelphia     | 18,061 / 18,061 (100%)                   | $2,246,374   |
| Verizon Center                    | Washington       | 16,845 / 16,845 (100%)                   | $2,225,458   |
| Prudential Center                 | Newark           | 31,902 / 31,902 (100%)                   | $3,605,530   |
| Nassau Veterans Memorial Coliseum | Uniondale        | 32,432 / 32,432 (100%)                   | $3,586,695   |
| Madison Square Garden             | New York City    | 36,291 / 36,291 (100%)                   | $4,476,480   |
| Boardwalk Hall                    | Atlantic City    | 14,590 / 14,590 (100%)                   | $2,142,875   |
| Value City Aena                   | Columbus         | 16,986 / 16,986 (100%)                   | $1,399,218   |
| Quicken Loans Arena               | Cleveland        | 17,343 / 17,343 (100%)                   | $1,486,401   |
| The Palace of Auburn Hills        | Auburn Hills     | 19,486 / 19,486 (100%)                   | $1,959,845   |
| Bradley Center                    | Milwaukee        | 17,443 / 17,443 (100%)                   | $1,193,896   |
| ARCO Arena                        | Sacramento       | 15,213 / 15,213 (100%)                   | $1,442,044   |
| Rose Garden                       | Portland         | 18,001 / 18,001 (100%)                   | $1,247,473   |
| Tacoma Dome                       | Tacoma           | 20,665 / 20,665 (100%)                   | $1,765,386   |
| General Motors Place              | Vancouver        | 34,348 / 34,348 (100%)                   | $3,587,340   |
| Rexall Place                      | Edmonton         | 32,958 / 32,958 (100%)                   | $3,105,627   |
| MTS Center                        | Winnipeg         | 29,062 / 29,062 (100%)                   | $2,586,462   |
| Scotiabank Place                  | Ottawa           | 13,531 / 13,531 (100%)                   | $1,803,586   |
| Honda Center                      | Anaheim          | 15,587 / 15,587 (100%)                   | $1,785,579   |
| Staples Center                    | Los Ángeles      | 16,776 / 16,776 (100%)                   | $2,157,110   |
| Jobing.com Arena                  | Glendale         | 16,283 / 16,283 (100%)                   | $1,739,928   |
| Palacio de los Deportes           | Ciudad de México | 16,316 / 16,417 (99%)                    | $1,523,694   |
| Arena VFG                         | Guadalajara      | 9,442 / 13,244 (71%)                     | $936,565     |
| United Center                     | Chicago          | 17,191 / 17,191 (100%)                   | $1,943,436   |
| Target Center                     | Minneapolis      | 15,503 / 15,503 (100%)                   | $1,814,517   |
| Conseco Fieldhouse                | Indianápolis     | 14,538 / 14,538 (100%)                   | $1,154,402   |
| Sprint Center                     | Kansas City      | 16,106 / 16,106 (100%)                   | $1,661,827   |
| American Airlines Center          | Dallas           | 17,661 / 17,661 (100%)                   | $2,161,548   |
| AT&T Center                       | San Antonio      | 12,882 / 12,882 (100%)                   | $1,164,271   |
| Toyota Center                     | Houston          | 16,396 / 16,396 (100%)                   | $2,225,019   |
| New Orleans Arena                 | New Orleans      | 17,006 / 17,006 (100%)                   | $1,829,331   |
| Sommet Center                     | Nashville        | 16,352 / 16,352 (100%)                   | $1,602,595   |
| BJCC Arena                        | Birmingham       | 14,733 / 14,733 (100%)                   | $1,065,830   |
| Philips Arena                     | Atlanta          | 16,919 / 16,919 (100%)                   | $2,300,783   |
| RBC Center                        | Raleigh          | 16,527 / 16,527 (100%)                   | $1,583,500   |
| American Airlines Arena           | Miami            | 17,725 / 17,725 (100%)                   | $2,247,233   |
| St. Pete Times Forum              | Tampa            | 17,909 / 17,909 (100%)                   | $1,843,187   |
| BankAtlantic Center               | Sunrise          | 18,147 / 18,147 (100%)                   | $2,233,198   |
| José Miguel Agrelot Coliseum      | San Juan         | 13,812 / 13,812 (100%)                   | $1,625,045   |
| BOK Center                        | Tulsa            | 15,933 / 15,933 (100%)                   | $1,570,961   |
| Scottrade Center                  | St. Louis        | 17,283 / 17,283 (100%)                   | $1,351,246   |
| Pepsi Coliseum                    | Quebec City      | 20,903 / 20,903 (100%)                   | $2,941,651   |
| HP Pavilion at San Jose           | San José         | 16,862 / 16,862 (100%)                   | $1,897,276   |
| EnergySolutions Arena             | Salt Lake City   | 16,212 / 16,212 (100%)                   | $1,245,743   |
| Pepsi Center                      | Denver           | 16,461 / 16,461 (100%)                   | $1,413,647   |
| Qwest Center Arena                | Omaha            | 15,783 / 15,783 (100%)                   | $1,260,362   |
| TOTAL                             | TOTAL            | 1,265,385 / 1,286,051 (98%)              | $147,891,525 |

## Curiosidades
- México fue el primer país hispano-latino que visitó la cantante como parte de una gira.

- México y Puerto Rico fueron los únicos países hispano-latino que visitó la cantante.

- México tuvo dos completos sold outs, uno en el Palacio De Los Deportes en la Ciudad De México y el otro en la Arena Monterrey en Monterrey. En Guadalajara llenó al 75%.

- A pesar de los rumores, Céline Dion no alargo su gira, dejando fuera a países como España por ejemplo, en dónde desde 1998 estaba planeado ir como parte de su Let's Talk About Love World Tour.